# Liste der höchsten Gebäude in Shenzhen
Die Liste der höchsten Gebäude in Shenzhen listet alle Gebäude Shenzhens mit einer Höhe von mindestens 300 Metern auf.

## Beschreibung
Die Boomtown Shenzhen bildet am Perlflussdelta zusammen mit Hongkong und Guangzhou eine Megametropole von über 40 Millionen Einwohnern. Shenzhen hat derzeit 415 Wolkenkratzer davon sind 163 über 200 Meter und 21 über 300 Meter (Supertall). Dazu kommen noch weitere 48 Wolkenkratzer im Bau. Somit ist Shenzhen aktuell die Stadt mit der weltweit größten Bautätigkeit von Hochhäusern und nach Anzahl der fertiggestellten Gebäude über 150 Meter auf Platz 6. Das erste superhohe Hochhaus wurde 1996 errichtet und war das Shun Hing Square, welches mit 384 Metern für wenige Monate das höchste Gebäude Chinas war und nach der strukturellen Höhe sogar das Empire State Building übertraf. Das 2011 erbaute KK100 erreicht mit 442 Metern dieselbe strukturelle Höhe wie der über 40-jährige Willis Tower.  Das heutige höchste Gebäude der Stadt ist das Pingan International Finance Center, welches 2017 mit einer Höhe von 599 Metern und 115 Geschossen eröffnet wurde. 

## Liste

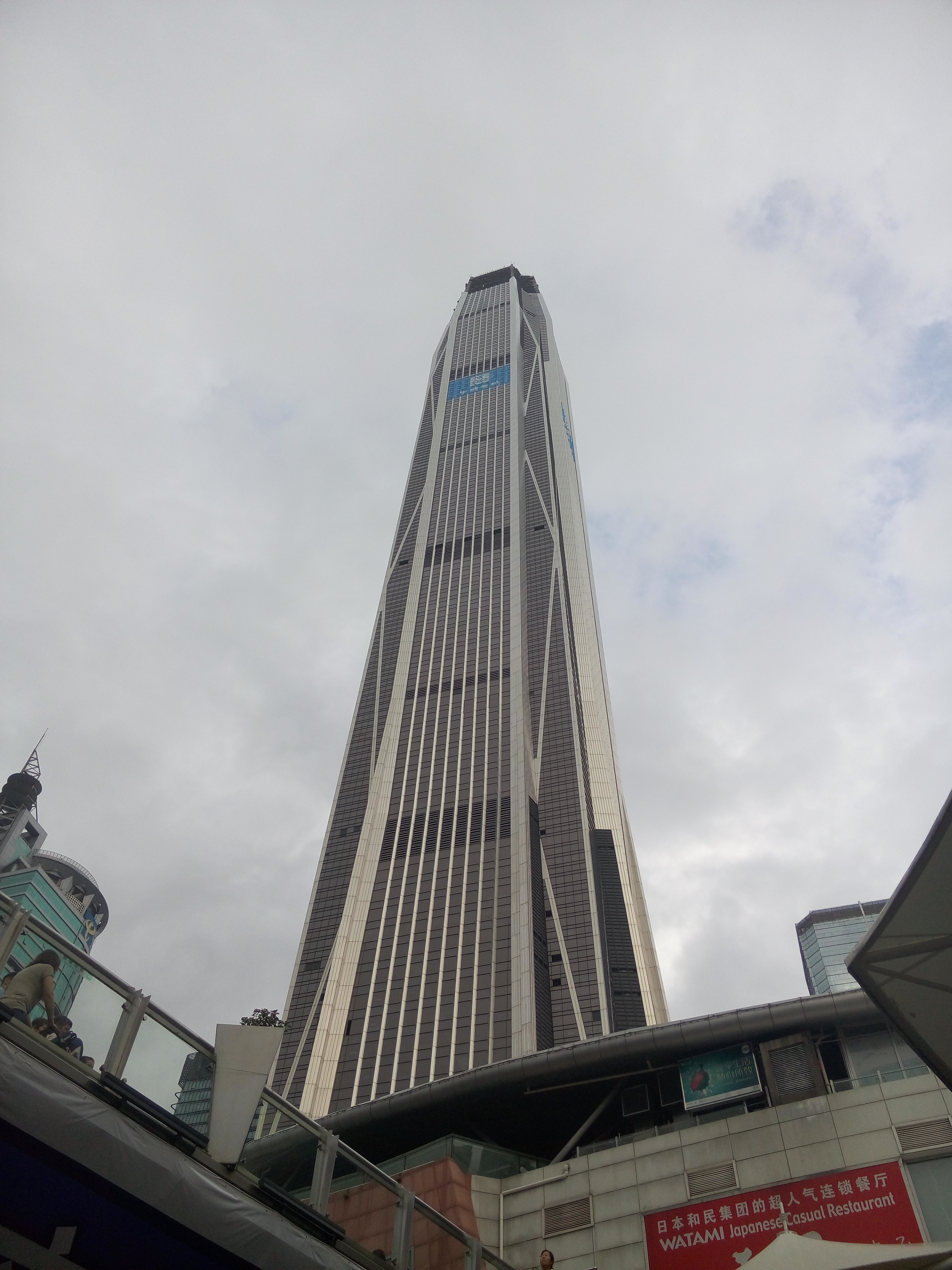
Das Pingan International Finance Center, höchstes Gebäude Shenzhens und vierthöchstes der Welt
KK100
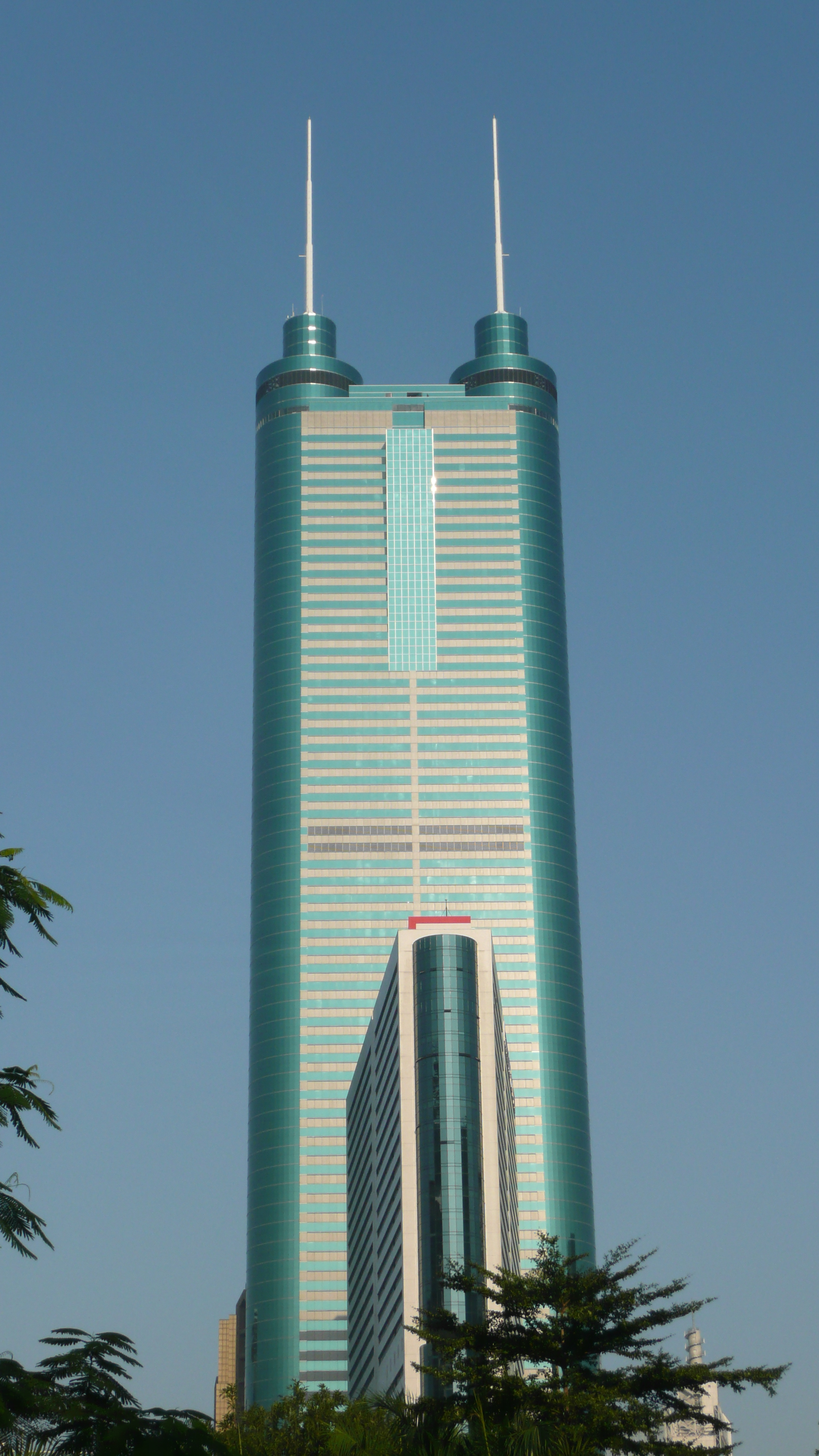
Shun Hing Square
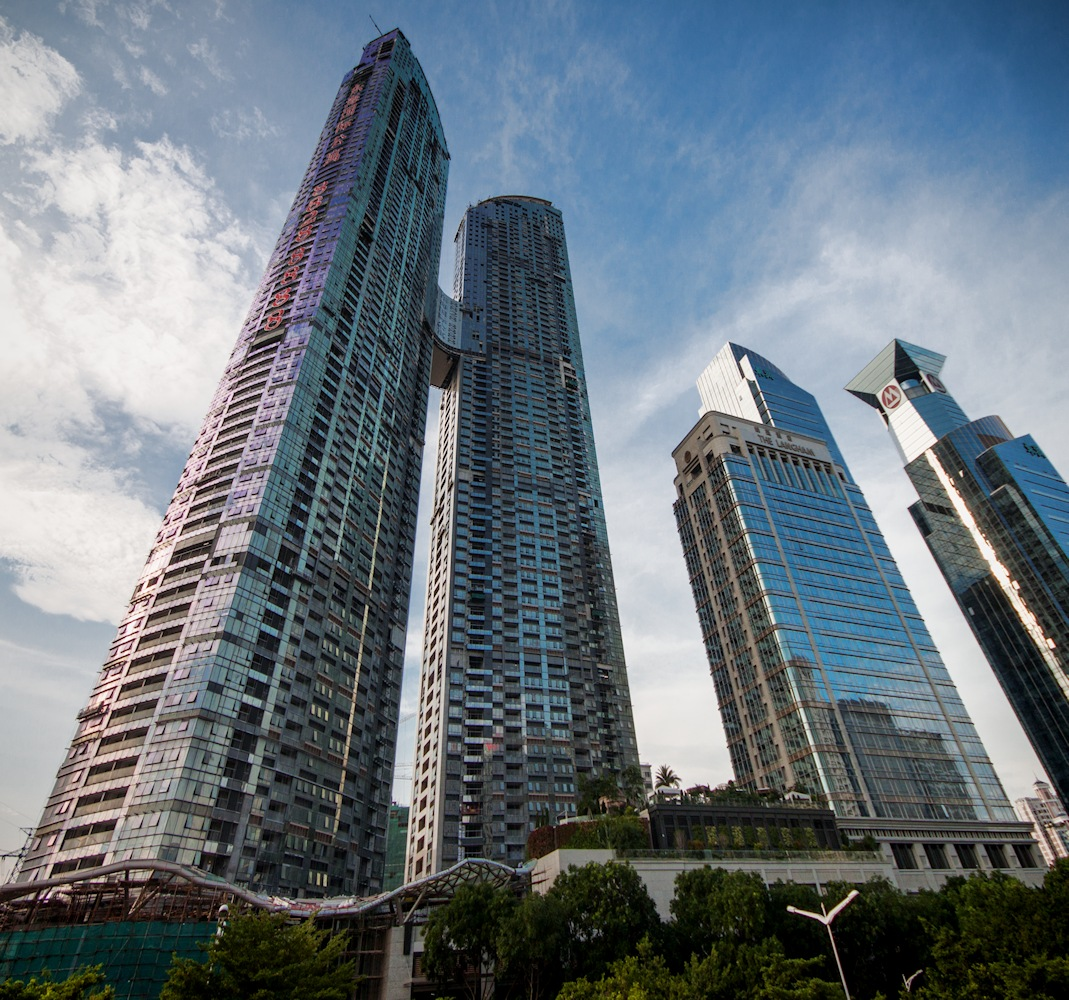
East Pacific Center

| Nr. | Name                                           | Höhe  | Etagen | Baujahr | Status    |
| --- | ---------------------------------------------- | ----- | ------ | ------- | --------- |
| 1   | Ping An International Finance Center           | 599 m | 115    | 2017    | bestehend |
|     | Xiangmi Lake New Financial Center              | 500 m | 109    | 2026    | im Bau    |
| 2   | KK100                                          | 442 m | 100    | 2011    | bestehend |
|     | Shenzhen Bay Super Headquarters Base Tower C-1 | 394 m | 78     | 2027    | im Bau    |
| 3   | China Resources Headquarters                   | 392 m | 67     | 2018    | bestehend |
| 4   | Citymark Centre                                | 388 m | 70     | 2022    | bestehend |
| 5   | Shum Yip Upperhills Tower 1                    | 388 m | 80     | 2020    | bestehend |
| 6   | Shun Hing Square                               | 384 m | 69     | 1996    | bestehend |
| 7   | Dabaihui Plaza                                 | 376 m | 70     | 2021    | bestehend |
|     | China Merchants Prince Bay Tower               | 374 m | 59     | 2028    | im Bau    |
|     | Xiangmi Lake New Financial Center Tower II     | 370 m | 81     | 2026    | im Bau    |
|     | Xiangmi Lake New Financial Center Tower III    | 370 m | 80     | 2026    | im Bau    |
| 8   | Huiyun Center                                  | 359 m | 79     | 2021    | bestehend |
| 9   | Hanking Center Tower                           | 358 m | 73     | 2018    | bestehend |
|     | China Resources Huafu Tower                    | 358 m |        | 2025    | im Bau    |
| 10  | Galaxy Tower 1                                 | 356 m | 71     | 2021    | bestehend |
| 10  | Galaxy Tower 2                                 | 356 m | 71     | 2021    | bestehend |
| 10  | Shenzhen Bay Super Headquarters Base Tower C-2 | 356 m | 68     | 2027    | im Bau    |
| 13  | One Shenzhen Bay                               | 341 m | 71     | 2018    | bestehend |
| 14  | Shenzhen Urban Construction & Tower            | 333 m | 72     | 2024    | bestehend |
| 15  | China Chuneng Tower                            | 333 m |        | 2016    | bestehend |
| 16  | Han Kwok City Center                           | 329 m | 80     | 2017    | bestehend |
| 17  | Baoneng Center                                 | 327 m | 65     | 2018    | bestehend |
| 18  | Shenzhen Bay Innovation and Technology Center  | 311 m | 71     | 2021    | bestehend |
| 19  | Hengyu Jinrong Center Block A                  | 310 m | 66     | 2024    | bestehend |
| 20  | East Pacific Center Tower A                    | 306 m | 85     | 2013    | bestehend |
| 21  | Shenzhen CFC Changfu Centre                    | 304 m | 68     | 2015    | bestehend |
| 22  | Heung Kong Tower                               | 303 m | 61     | 2014    | bestehend |
| 23  | Guangdong Landmark Tower                       | 303 m | 62     | 2023    | bestehend |
| 24  | OCT Tower                                      | 300 m | 65     | 2020    | bestehend |
| 25  | Shum Yip Upperhills Tower 2                    | 300 m | 63     | 2017    | bestehend |